# 阿庆
阿庆（1940年—1990年6月9日）藏族，西藏囊谦人，囊谦王兼囊谦千户扎西才旺多杰的长子，囊谦才久寺（属竹巴噶举派）的活沸。

## 生平
自南宋以来，囊谦王家族世代均有活佛。如第十七代囊谦王宫却加宝的长子陈林才旺塔生，获得密宗格西学位，并获达赖赐“格西洛周他荣”封号。1698年，青海亲王达什巴图尔赐给陈林才旺塔生“乌吉台吉”爵位。阿庆活佛自幼在囊谦千户世家学习，在藏传佛教、文史、藏医学方面学识渊博，在青海、四川、西藏等藏区及国外藏胞中有一定影响。
“文化大革命”期间，阿庆活佛及其家人遭受批斗，其父扎西才旺多杰被揪批，其母加查尤忠被斗，阿庆活佛同父母一起受到磨难。改革开放后，1981年5月起，他历任政协青海省第五届、六届委员会常务委员，政协青海省第六届委员会副秘书长，政协玉树藏族自治州第七、八届委员会副主席、玉树藏族自治州佛教协会副会长等职务。
阿庆活佛做过许多民族团结工作，并搜集整理了玉树地区的藏族文史资料。他还主持编纂了玉树藏族自治州地方志。阿庆活佛积极从事佛教活动，并积极参与政协工作。
1990年5月，阿庆活佛在囊谦县东坝乡从事佛事活动，并了解民情。1990年6月8日，阿庆活佛一行6人从东坝乡启程赴格加寺，途中夜宿拉恰寺。1990年6月9日晨7点，阿庆活佛从拉恰寺二楼坠楼身亡。在向其亡灵哀悼的一个月内，囊谦县民众自发停止歌舞及娱乐，纷纷到才久寺致哀。

## 家庭
- 祖父：旺泽·才旺拉加
- 父：扎西才旺多杰
- 姑：降央伯姆（扎西才旺多杰之姐）